# Elumeo
Die Elumeo SE (Eigenschreibweise: elumeo) mit Sitz in Berlin ist ein börsennotiertes Unternehmen, das sich auf den Vertrieb und die Produktion von Edelsteinschmuck spezialisiert hat.  Der Verkauf erfolgt ausschließlich über Direktvertrieb.

## Geschichte
Die Unternehmen der Elumeo-Gruppe wurden 2008 in Berlin und Chanthaburi/Thailand als Joint Venture gegründet. 2014 schlossen sich die Unternehmen unter dem Dach der Elumeo SE zusammen.

## Unternehmensstruktur

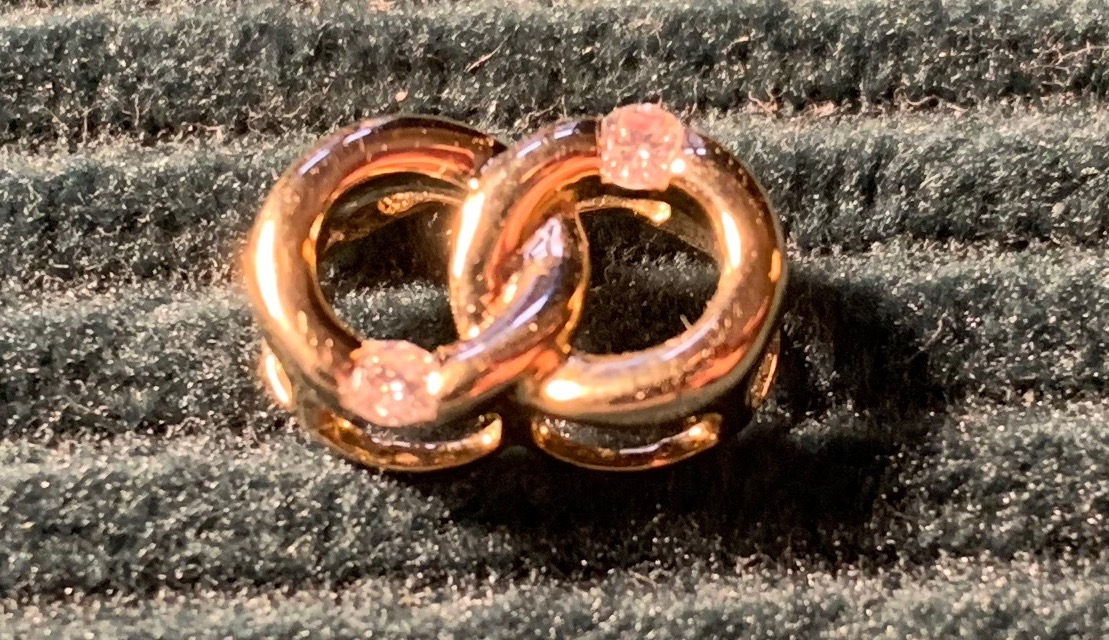
Juwelo-Schmuckstück

Zum Konzern gehören neben der Elumeo SE, Berlin, Deutschland u. a. die Tochtergesellschaften Juwelo TV Deutschland GmbH, Berlin, Deutschland, Juwelo Italia s.r.l, Rom, Italien, Rocks and Co Productions Limited, Leamington Spa/Warwick, Vereinigtes Königreich, PWK Limited, Chanthaburi, Thailand, sowie Silverline Distribution Limited, Hongkong, China.

### E-Commerce
Die Elumeo-Gruppe betreibt Webshops in Deutschland, Großbritannien, Frankreich, den Niederlanden, Spanien, Belgien, Italien, den USA sowie über New York Gemstones weltweit.

### Smart TV
Elumeo bietet in Deutschland unter der Marke „Juwelo“ im Programm von „Juwelo TV“ Produkte an. Der Edelsteinschmuck wird hierbei mit fallendem Preis angeboten, wobei der Zuschauer mit seinem Anruf ein Gebot abgeben kann. Auch in Italien und in UK können die Kunden Schmuck von Elumeo via TV erwerben.

### Produkte
Das Sortiment umfasst Schmuckstücke mit Edelsteinen. Nach eigenen Angaben beziehen die Unternehmen der Elumeo-Gruppe Edelsteine, hierzu gehören neben Rubin, Saphir, Smaragd, Topas, Amethyst, Granat und Opal auch seltene Steine wie Sphen (Titanit) und Zultanit.
Die Schmuckstücke werden in der firmeneigenen Manufaktur in Chanthaburi/Thailand in Asien gefertigt.